# Сабуров, Владимир Алексеевич
Владимир Алексеевич Сабуров — заслуженный тренер РСФСР (1992) и призер первенства СССР. Мастер спорта. Почетный житель города Сысерть.

## Биография
Родился в городе Сысерть.
После окончания 9 классов в школе стал работать на заводе художественного фарфора. Занимался лыжными гонками и легкой атлетикой. Выпускник Сысертской детско-юношеской школы олимпийского резерва «Спартак», которую организовал заслуженный тренер РСФСР Яков Исакович Рыжков. Яков Рыжков был тренером Владимира Сабурова.
15 января 1969 года кандидат в мастера спорта Владимир Сабуров стал победителем гонки на 10 километров на первенстве Центрального Совета ФСО «Динамо» по лыжным гонкам, которое проводилось в Свердловске. У него был лучший результат в эстафете на своем этапе. На первенстве СССР среди юниоров в Отепя он завоевал второе место в гонке на 10 километров. 16 февраля 1969 года в Петрозаводске Владимир Сабуров выиграл дистанцию на 15 километров среди юниоров. В городе Больнес на первенстве Европы, которое проходило с 28 февраля по 2 марта, Владимир Сабуров стал чемпионом в составе эстафеты 3х10 километров и девятым по результатам спринтерской гонки на 10 километров. В марте 1969 года на молодежном первенстве СССР по лыжным гонкам в Петрозаводске Владимир Сабуров завоевал серебряную медаль на эстафете 3х10 километров и две бронзовые медали. В 1970 году на IV зимней областной Спартакиаде на Уктусе мужскую эстафету 4×10 километров выиграла команда «Динамо», в состав которой входил Владимир Сабуров.
Согласно Постановлению Законодательного Собрания Свердловской области № 1706-ПЗС от 8 июля 2014 года Владимир Алексеевич Сабуров награжден Почетной грамотой Законодательного Собрания Свердловской области.
Член региональной общественной организации «Федерация лыжных гонок Свердловской области».
Среди его учеников — 13 мастеров спорта. Его ученица Анастасия Миленина становилась чемпионкой мира, была победительницей на Паралимпийских играх в Сочи.

### Семья
Жена — Александра Александровна, дети — Алена и Алексей. Дядя — Герой Социалистического труда Александр Храмцов.